# J’accuse
För andra betydelser, se J'accuse (olika betydelser).
J’accuse...! (svenska: Jag anklagar...!) är ett berömt öppet brev som författades av Émile Zola och publicerades i den franska dagstidningen L’Aurore den 13 januari 1898.
Zola vände sig i brevet till Frankrikes president Félix Faure och tog ställning för den judiske officeren Alfred Dreyfus som blivit dömd för högförräderi.